# David Peralta (futbolista)
David Peralta (Comandante Luis Piedrabuena, 19 de agosto de 1981) es un deportista argentino especializado en fútbol 5 adaptado. Integrante de la selección argentina Los Murciélagos que fue campeona mundial en los Juegos Mundiales IBSA de Pekín 2015 y obtuvo medalla de bronce en los Juegos Paralímpicos de Río de Janeiro 2016. Pertenece al club Estudiantes de La Plata.

## Carrera deportiva

### Juegos Paralímpicos

#### Cuartos en Londres 2012
Peralta integró el plantel de Los Murciélagos que compitió en los Juegos Paralímpicos de Londres 2012 y obtuvo diploma olímpico al finalizar en 4.º lugar. 
En el grupo clasificatorio Argentina venció a Irán 2-0, empató con Gran Bretaña 0-0 y volvió a empatar con España 0-0. En la semifinal Argentina perdió con Brasil por penales. En el partido por la medalla de bronce Argentina volvió a perder por penales, esta vez con España.

#### Bronce en Río 2016
Los Murciélagos obtuvieron la medalla de bronce al vencer a China 1-0, luego de que el partido por el tercer puesto terminara empatado sin goles y se definiera con penales. El equipo estuvo integrado por Federico Accardi (B1), Ángel Deldo (B1), Maximiliano Espinillo (B1), Darío Lencina (arquero), Germán Muleck (arquero), Froilán Padilla (B1), David Peralta (B1), Lucas Rodríguez (B1), Nicolás Véliz (B1) y Silvio Velo (c, B1). El entrenador fue Martín Demonte y el llamador o guía fue Germán Márquez.
Clasificaron a los Juegos ocho países, divididos en dos grupos clasificatorios. El Grupo A estuvo integrado por  Brasil, Irán, Marruecos y Turquía, y el Grupo B estuvo integrado por Argentina, China, España y México.
Los Murciélagos clasificaron primeros en su grupo luego de vencer a México 2-0 (Espinillo y Velo), a España 1-0 (Véliz) y a China en el desempate por finalizar sin goles, en el que el arquero Muleck atajó dos penales, mientras  Espinillo y Véliz convirtieron los suyos.
En semifinales Los Murciélagos debieron jugar contra Irán, sorpresa del torneo, que había clasificado segundo invicto en el Grupo A, luego de empatar con el local y favorito Brasil. Argentina dominó ampliamente, registrando en el partido ocho tiros al arco contra ninguno de Irán y una posesión de pelota del 63%, pero no pudo convertir goles. En el desempate Irán convirtió dos penales, contra solamente uno de Argentina, obteniendo el pase a la final.
Por la medalla de bronce debieron jugar nuevamente Argentina y China, ambos países potencias mundiales en el fútbol para ciegos. El partido fue parejo, con un leve predominio de Argentina que pateó 5 tiros al arco, contra 3 de China y tuvo un 53% de posesión. Como había sucedido en el grupo clasificatorio, empataron sin goles y nuevamente fue preciso recurrir a los penales de desempate. La figura fue el arquero argentino Germán Mulek, que atajó los tres penales, mientras que Espinillo le dio el gol de diferencia a los Murciélagos al convertir el suyo.
| Fútbol 5 Masculino                    | Fútbol 5 Masculino | Fútbol 5 Masculino | Fútbol 5 Masculino | Fútbol 5 Masculino |
|                                       | País               |                    |                    |                    |
| ------------------------------------- | ------------------ | ------------------ | ------------------ | ------------------ |
| 1                                     | Brasil             |                    |                    |                    |
| 2                                     | Irán               |                    |                    |                    |
| 3                                     | Argentina          |                    |                    |                    |
| Fuente: Página oficial de los Juegos. |                    |                    |                    |                    |

### Campeonatos mundiales

#### Subcampeón mundial en 2014
Deldo formó parte del equipo de Los Murciélagos que salieron subcampeones del mundo en el Campeonato Mundial de Fútbol para Ciegos disputado en Tokio en 2014. Argentina compitió en el Grupo C, en que clasificó en primer lugar luego de empatar con Alemania sin tanto, ganarle a España 1-0 y a Corea del Sur 2-1.
En cuartos de final venció a Colombia 1-0, a España por penales (2-1) luego de empatar en el tiempo reglamentario y cayó en la final ante Brasil, con un gol en contra en tiempo suplementario.

### Juegos Mundiales para Ciegos (IBSA)

#### Medalla de oro en 2015 (Seúl)
El seleccionado argentino obtuvo la medalla de oro en la competencia de fútbol 5 en los Juegos Mundiales IBSA para Ciegos de Corea del Sur 2015. Rodríguez resultó decisivo para el triunfo argentino, debido a que convirtió el gol del empate en la final contra Gran Bretaña, cuando Los Murciélagos perdían 1-0 y solamente faltaban 37 segundos para la finalización del partido. Inmediatamente después Argentina marcaría un nuevo gol faltando 7 segundos y consagrándose campeón.
La integración del equipo fue la siguiente: los arqueros Darío Lencina (Estudiantes de La Plata) y Germán Muleck (Rosell de San Isidro); los futbolistas ciegos fueron Froilán Padilla y Federico Accardi (Godoy Cruz Uniredes de Mendoza), Ángel Deldo (ACHADEC de Resistencia), Lucas Rodríguez y Nicolás Véliz (Municipalidad de Córdoba), David Peralta (Estudiantes de La Plata), Iván Figueroa (UCASE de Santiago del Estero) y Maximiliano Espinillo (MEDEA de Córdoba).
Argentina venció 4-0 a Rusia en el primer partido, con tres goles de Véliz y uno de Acardi. Luego le ganó a España con un gol de Espinillo. En el último partido de la etapa clasificatoria derrotó a Turquía con dos golpes de Figueroa. Argentina ganó 2-1 el partido final contra Gran Bretaña, dando vuelta el encuentro con dos goles sucesivos de Rodríguez y Véliz en los últimos segundos.
| Fútbol 5 Varones | Fútbol 5 Varones | Fútbol 5 Varones | Fútbol 5 Varones | Fútbol 5 Varones |
|                  | País             |                  |                  |                  |
| ---------------- | ---------------- | ---------------- | ---------------- | ---------------- |
| 1                | Argentina        |                  |                  |                  |
| 2                | Reino Unido      |                  |                  |                  |
| 3                | España           |                  |                  |                  |
| Fuente: Clarín.  |                  |                  |                  |                  |

### Competencias continentales

#### Plata en los Juegos Parapanamericanos de 2011
Los Murciélagos ganaron la medalla de plata en los Juegos Parapanamericanos de 2011 realizados en Guadalajara. El equipo tuvo la siguiente formación: Darío Lencina, Ángel Deldo, Froilán Abdul Padilla, Federico Acardi, Silvio Velo, Iván Figueroa, Luis Sacayan, David Peralta, Gustavo Maidana y Guido Consoni.
El torneo fue disputado con una ronda preliminar en un solo grupo de seis equipos en la que Argentina le ganó a Brasil (1-0), a Colombia (1-0), empató con México (1-1), le ganó a Uruguay (1-0) y a Estados Unidos (12-0). Con esos resultados clasificó directamente a la final, que disputó con Brasil, perdiendo 0-1 en tiempo suplementario.

#### Subcampeón de la Copa América 2013
Los Murciélagos salieron subcampeones de la VIII Copa América organizado por la IBSA en Santa Fe en 2013. El equipo formó con Darío Lencina (arquero), Germán Muleck (arquero), Federico Accardi, Ángel Deldo, Claudio Monzón, Froilán Padilla, David Peralta, Lucas Rodríguez y Silvio Velo (c).
En la ronda preliminar Argentina clasificó a semifinales luego de ganar 5-0 a Chile con goles de Peralta (2), Padilla (2) y Velo. En la segunda fecha venció 4-0 a Uruguay (Velo [2], Padilla y Monzón). En la tercera fecha derrotó 2-0 a México (Velo y Peralta). En la cuarta fecha venció a Perú 6-0 (Monzón [2], Padilla, Peralta, Accardi y Rodríguez). En la quinta fecha empató con Paraguay sin tantos. En la sexta fecha venció a Colombia 1-0 (Peralta).
En la final, empató con Brasil sin goles, perdiendo la copa en el desempate por penales 3-2. Lencina y Muleck mantuvieron mantuvo el arco invicto, durante en todos los juegos, a excepción de los penales del desempate final.

#### Plata en los Juegos Parapanamericanos de 2015
Ángel Deldo integró el equipo de Los Murciélagos que volvieron a ganar la medalla de plata en los Juegos Parapanamericanos de 2015 realizados en Toronto. El equipo estuvo integrado por Darío Lencina, Ángel Deldo, Federico Acardi, Froilán Padilla, Silvio Velo (c), Lucas Rodríguez, David Peralta, Nicolás Veliz, Germán Mulek y Maximiliano Espinillo.
El torneo fue disputado con una ronda preliminar en un solo grupo de seis equipos, donde Argentina empató con Brasil 0-0, venció a Colombia 3-0, venció a México 4-0, venció a Uruguay 4-0 y venció a Chile 6-0. Con esos resultados clasificó directamente a la final en la que perdió con Brasil 1-2.